# Geopolis – Elektroniczne Czasopismo Geograficzne
Geopolis – Elektroniczne Czasopismo Geograficzne – pierwsze polskie geograficzne czasopismo naukowe publikowane wyłącznie w Internecie. Zakres tematyczny czasopisma obejmuje geografię społeczno-ekonomiczną, gospodarkę przestrzenną oraz nauki pokrewne.
Geopolis jest półrocznikiem wydawanym od 2008 roku przez Instytut Geografii Społeczno-Ekonomicznej i Gospodarki Przestrzennej Uniwersytetu im. Adama Mickiewicza w Poznaniu.